# Пад Италије
Пад Италије је југословенски филм из 1981. године који је режирао Лордан Зафрановић. Филм је добио награду Златна арена.

## Радња
На далматинском острву партизански командант Даворин (Данијел Олбрицки) ликвидира, по партијском схватању, неморалног пријатеља и саборца Нику (Франо Ласић) и његову љубавницу, италијанску сарадницу Красну (Снежана Савић). Потом се венча са лепом Вероником (Ена Беговић), ћерком локалног богаташа. Захваљујући Даворинову немару, на острво се након италијанске капитулације искрцају нацисти, усташе и четници.
Пад Италије покреће војске, доводи до панике, окршаја, суровости, освета. У острвском месту све то оставља дубоке трагове. Командант партизанског одреда, тип аскетског револуционара, посвећен борби, доследних одлука и ставова упада у замку љубави са девојком чији је отац велепоседник и издајник. Од тог тренутка он ће да поистовети љубав и слободу и као борац и револуционар биће све слабији. Његов млађи брат који је стасао током револуције, пресудиће неодговорном понашању старијег брата. Ову причу засновану на историјским чињеницама прати мозаик других ликова и судбина.

## Улоге
| Глумац                   | Улога                     |
| ------------------------ | ------------------------- |
| Данијел Олбрихски        | Даворин                   |
| Ена Беговић              | Вероника                  |
| Горица Поповић           | Божица                    |
| Миодраг Кривокапић       | Андро                     |
| Изет Хајдархоџић         | Ловре                     |
| Душан Јанићијевић        | Љубо                      |
| Љиљана Крстић            | Антица                    |
| Мирјана Карановић        | Маре                      |
| Драган Максимовић        | Рафо                      |
| Велимир Бата Живојиновић | Грго Крстурин             |
| Снежана Савић            | Красна                    |
| Франо Ласић              | Нико                      |
| Мира Жупан               | Луце                      |
| Тонко Лонза              | Фра Благо                 |
| Мирољуб Лешо             | Василиј Денисенко, Черкез |
| Антун Налис              | Свештеник                 |
| Мартин Црвелин           | Четнички Свештеник        |
| Иштван Денц              | Јанош Мирнхоф             |
| Младен Дервенкар         | Николај Мељников, Черкез  |
| Вјенцеслав Капурал       | Усташа                    |
| Ранко Гучевац            | Четник                    |
| Аленка Ранчић            |                           |
| Заим Музаферија          |                           |

## Награде и фестивали
- Пула 81' -  Велика златна арена за филм[6]; Златна арена за режију; Награда жирија публике Јелен тједника Студио; Награда Kodak Pathe за камеру Божидару Николићу[3]
- Врњачка Бања 81' - Награда за најбољи дијалог[3][7]
- Ниш 81' - Царица Теодора, 1. награда за главну женску улогу Горици Поповић; Награда за епизодну улогу Љиљани Крстић[3][8]
- Валенсија 82' - Гран при[3]

## Културно добро
Југословенска кинотека је, у складу са својим овлашћењима на основу Закона о културним добрима, 28. децембра 2016. године прогласила сто српских играних филмова (1911-1999) за културно добро од великог значаја. На тој листи се налази и филм Пад Италије.